# Chiesa del Cuore Immacolato di Maria (Ponte San Pietro)
La chiesa del Cuore Immacolato di Maria è il principale luogo di culto cattolico del Villaggio Santa Maria, quartiere del comune di Ponte San Pietro, in provincia e diocesi di Bergamo; fa parte del vicariato di Mapello-Ponte San Pietro

## Storia
La chiesa si trova nel quartiere Villaggio di Santa Maria di Ponte San Pietro sorto negli anni '40 del Novecento per gli operai dell'industria aeronautica CAB.
Nei primi anni '50, un'antica centrale termica in disuso, adibita ad autorimessa, fu ristrutturata e trasformata in chiesa consacrata al Cuore Immacolato di Maria e inaugurata dal vescovo di Bergamo Giuseppe Piazzi. La chiesa fu canonicamente eretta a parrocchiale, dopo lo smembramento dalle parrocchie di Ponte San Pietro e Presezzo il 17 marzo 1972 dal vescovo Clemente Gaddi.
La nuova parrocchiale fu inserita nella vicaria di Ponte San Pietro e nella zona pastorale IX. Con decreto del 27 maggio 1979 del vescovo di Bergamo Giulio Oggioni con la nuova organizzazione dei vicariati locali, la parrocchia fu inserita nel vicariato di Mapello-Ponte San Pietro.
Nel primo biennio del Duemila la chiesa su oggetto di lavori di mantenimento e ammodernamento.

## Descrizione

### Esterno
L'edificio di culto edificato per volontà della ditta Caproni a completamento del villaggio, si trova sul lato a ovest del fiume Brembo centrale all'abitato con l'abside rivolta a sud. La chiesa con la facciata a salienti dalle linee essenziali, è proceduta da sagrato pavimentato in bolognini di pietra con due grandi aiuole laterali. La sezione centrale, delimitata da lesene in muratura, è avanzata rispetto alle due laterali. Le lesene reggono la trabeazione e la copertura a due falde. L'ingresso principale posto nella paraste inferiore ha paraste e architrave in marmo- La parte superiore presenta un'apertura a croce atta a illuminare l'aula, mentre nelle due parti laterali vi sono due apertura rettangolari.

### Interno
L'interno si presenta a tre navate divise da pilastri in cemento armato che raggiungono le travi in cemento sulle quali poggia la copertura piana in blocchi prefabbricati. Quella centrale è di misure superiori ed è illuminata da piccole finestre poste nella parte superiore. La zona presbiteriale è sopraelevata da tre gradini e conserva l'altare comunitario rivolto verso l'aula, come da indicazioni del concilio Vaticano II.

Altre dodici finestre, sei per lato, illuminano le navate laterali. I.